# TIA/EIA-568-B
TIA/EIA-568-B (TIA/EIA Commercial Building Telecommunications Cabling Standard) – zestaw norm opisujący okablowanie strukturalne budynków komercyjnych. Składa się z trzech podstawowych części TIA/EIA-568-B.1, -B.2 i -B.3, wydanych pierwotnie w 2001 roku. Zastąpił on wcześniejszą normę TIA/EIA-568-A. Poszczególne części opisują:
- TIA/EIA-568-B.1 – wymagania ogólne oraz podstawowe informacje dotyczące projektowania okablowania, podsystemów wchodzących w skład, dopuszczalnych odległości itp.
- TIA/EIA-568-B.2 – dokładną specyfikację parametrów transmisyjnych komponentów kategorii 5e tj. kabla, złączy itp.
- TIA/EIA-568-B.3 – informacje na temat komponentów światłowodowych.

## Opis złączy
Standard 568-B.1 definiuje między innymi dwa rodzaje zakończenia przewodów w złączu: T568A i T568B (nazywanych niepoprawnie TIA/EIA-568-A i TIA/EIA-568-B), różniące się podłączeniem 2. i 3. pary przewodów (pomarańczowej i zielonej). Poniższa tabela opisuje kolejność przewodów w złączu 8P8C (popularnie, lecz nieprawidłowo zwanym RJ-45):
| Pin | Zakończenie T568A | Zakończenie T568A | Zakończenie T568A  | Zakończenie T568B | Zakończenie T568B | Zakończenie T568B  | Ułożenie pinów we wtyczce 8P8C |
| Pin | sygnał            | para              | kolor              | sygnał            | para              | kolor              | Ułożenie pinów we wtyczce 8P8C |
| --- | ----------------- | ----------------- | ------------------ | ----------------- | ----------------- | ------------------ | ------------------------------ |
| 1   | BI_DA+            | 3                 | biało-zielony      | BI_DB+            | 2                 | biało-pomarańczowy |                                |
| 2   | BI_DA-            | 3                 | zielony            | BI_DB-            | 2                 | pomarańczowy       |                                |
| 3   | BI_DB+            | 2                 | biało-pomarańczowy | BI_DA+            | 3                 | biało-zielony      |                                |
| 4   |                   | 1                 | niebieski          |                   | 1                 | niebieski          |                                |
| 5   |                   | 1                 | biało-niebieski    |                   | 1                 | biało-niebieski    |                                |
| 6   | BI_DB-            | 2                 | pomarańczowy       | BI_DA-            | 3                 | zielony            |                                |
| 7   |                   | 4                 | biało-brązowy      |                   | 4                 | biało-brązowy      |                                |
| 8   |                   | 4                 | brązowy            |                   | 4                 | brązowy            |                                |